# 莫紐門特 (堪薩斯州)
莫紐門特（英語：Monument）是位於美國堪薩斯州洛根縣的一個非建制地區。

## 地理
莫紐門特所處的海拔為高於海平面967米（即3173英呎），而該地所採用的時區為UTC-6，即北美中部時區（CST）。同時該地設有夏令時間，為UTC-6調快一小時，即UTC-5（CDT）。